# Тютюнова промисловість
Тютюно́ва промисло́вість — галузь харчової промисловості, що виготовляє тютюнові і махоркові вироби (цигарки, цигарковий тютюн, махорку).

Тютюнова промисловість спеціалізується також на виробництві нікотинових препаратів, виробництва лимонної та яблучної кислот, засобів боротьби зі шкідниками сільськогосподарських культур. У розвитку промисловості важливе значення відіграє створення найурожайніших, з меншим вмістом нікотину сортів тютюну, удосконалення технології вирощування культури.

## Тютюнова індустрія України

### Історія
В Україні (на той час — частині Російської імперії) першу тютюнову фабрику (державну мануфактуру) збудовано з указу Петра І в Охтирці на Харківщині (вона існувала до 1766). За дореформної доби тютюн і махорку переробляли на Наддніпрянщині переважно безпосередньо на плантаціях або вивозили на переробку до Росії чи Голландії. Пізніше постала низка невеликих тютюнових фабрик; 1865 їх було в Україні 109. У другій половині 19 століття тютюнова промисловість почала зростати; на початку 20 століття було створено в Російській імперії і в Україні кілька акціонерних тютюнових товариств, 1913 виникло монопольне об'єднання, яке концентрувало близько 75 % виробництва цигарок. В Україні (9 губерній) у 1913 році діяло — 109 тютюнових фабрик, на яких працювало близько 6 000 робітників. Вони виробляли 3,1 млрд цигарок (12 % всієї продукції Російської імперії). 1911 у 8 українських губерніях вироблено 1883 тонн махорки і 194 тонн тютюну. Махоркове виробництво зосереджувалося на дрібних підприємствах у місцях продукції махорки; тютюнове — переважно в більших містах (Одеса, Київ, Кременчук, Феодосія). Україна переробляла не лише власний, але й привозний тютюн, зокрема найкращі сорти з інших районів. Частину продукції українських фабрик вивозили до інших районів Російської імперії, навіть за її кордон: а одночасно частину продукції махорки і далі вивозили у сирому вигляді до Росії.
У 1920-30-і роки в Україні відбулася значна концентрація тютюново-махоркової промисловості; 1940 в УРСР діяло лише 15 тютюнових фабрик. Вони виробляли переважно цигарки, продукція яких збільшилася у 1940 до 22,3 млрд штук.
1978 року в УРСР було вироблено 77,1 млрд цигарок і сигарет, що становило 20 % загальносоюзного виробництва.

### Тютюново-махоркове товарне виробництво у Галичині
На початку XVIII ст. у Винниках з'явилися перші цехи з переробки тютюнового листя (виготовляли різаний тютюн та нюхальну суміш). Тютюнові вироби мали великий попит, їх збут приносив величезні прибутки власникам цехів. Після приєднання Галичини до Австрії 1778 р. введено тютюнову монополію, а 1784 р. цісар Йосип II видав тютюновий патент. Тоді збудовано велику тютюнову фабрику у Винниках біля Львова, у Монастириськах (1797), у середині 19 століття в Ягольниці, згодом у Заболотові й Борщеві. Вони переробляли місцеву й імпортовану сировину. Розвиток тютюново-махоркової промисловості корисно вплинув на добробут місцевого населення, але й спричинив наплив чужинців (головне поляків). Прибутки з продажу тютюнових виробів постійно зростали: з 34 млн крон у 1848 р. до 340 млн у 1913 р. У 1913 році на тютюнових фабриках працювало 3 962 робітників (у тому числі у Винниках — 1 536). Усі фабрики діяли й у 1930-1940-их роках.
У 1980-х роках фабрика була одним з найкращих підприємств тютюнової промисловості України. Щорічно тут випускалося до 14 млрд штук цигарок (70 % — цигарки без фільтру і 30 % з фільтром) таких колись популярних марок, як «Львів», «Орбіта», «Верховина», «Прима», «Космос», «Фільтр». До 1982 року на підприємстві була дільниця, де вироблялися подарункові набори цигарок «Тарас Бульба», «Гайдамаки», «Три богатирі», які користувалися особливо великою популярністю у іноземців.
Тепер у Винниках діє тютюнова фабрика, у 4 інших місцевостях — тютюново-ферментаційні заводи.

### Сучасний стан тютюнової індустрії України
Тепер в Україні діє 6 тютюнових фабрик (найбільші з них Львівська, Київська, Кременчуцька, Прилуцька й Харківська), 11 тютюново-ферментаційних заводів (найбільші — Жмеринський, Сімферопольський, Берегівський та Борщагівський) та 39 заготівельних баз тютюнової й махоркової сировини. Основні посівні площі тютюну знаходяться в Автономній Республіці Крим, Тернопільській, Закарпатській, Івано-Франківській, Хмельницькій, Вінницькій та Одеській областях. Виробництво махорки зосереджено в Полтавській, Сумській та Чернігівській областях.
| № п/п | Найменування існуючого підприємства                         | Базове підприємство            | Засновник                                           |
| ----- | ----------------------------------------------------------- | ------------------------------ | --------------------------------------------------- |
| 1     | ЗАТ «Japan Tobacco International Ukraine»                   | Кременчуцька тютюнова фабрика  | Компанія Japan Tobacco International (Японія)       |
| 2     | ЗАТ «British American Tobacco Ukraine»                      | Прилуцька тютюнова фабрика     | Компанія British American Tobacco (Велика Британія) |
| 3     | ПАТ «Імперіал Тобакко Продакшн Україна»                     | Київська тютюнова фабрика      | Компанія R. F. & Ph. F. Reemstma GmbH (Німеччина)   |
| 4     | ЗАТ «Philip Morris Ukraine»                                 | Харківська тютюнова фабрика    | Компанія Philip Morris (США)                        |
| 5     | Іноземне підприємство «Західна індустріальна компанія»      | Львівська тютюнова фабрика     | Компанія International Tobacco Suppliers S.A.       |
| 6     | ТОВ «Феодосійська тютюнова фабрика» KNL (Феодосія, АР Крим) | Феодосійська тютюнова фабрика  | вітчизняний капітал                                 |
| 7     | ТОВ «ДАНА-АС» (м. Дніпропетровськ)                          |                                | вітчизняний капітал                                 |
| 8     | Дочірнє підприємство Донецька тютюнова компанія «Хамадей»   |                                | вітчизняний капітал                                 |
| 9     | Приватне підприємство «Наше наследие» (м. Донецьк)          |                                | вітчизняний капітал                                 |
| 10    | Українська тютюнова компанія                                | Монастириська тютюнова фабрика | вітчизняний капітал                                 |
| 11    | ТОВ «Вега-Плюс» (м. Дніпропетровськ)                        |                                |                                                     |
| 12    | Приватне підприємство «Трейдлогістиксервіс» (м. Одеса)      |                                |                                                     |
| 13    | ТзОВ «Мегаєвробуд» (м. Львів)                               |                                |                                                     |

10 фабрик, об'єднані в організовану західними інвесторами асоціацію «Укртютюн». Тютюнова галузь України, як відомо, є імпортозалежною. Найбільш значними експортерами тютюну в Україну є Бразилія, США, Зімбабве, Туреччина, Греція, Індія, Казахстан і Киргизстан. Всього завозиться більш ніж із 40 країн світу.
Тютюновий підкомплекс щорічно забезпечує 3 % бюджету України.

## Олігополії в тютюновій індустрії

### Історичні факти
На початку XX сторіччя в США виникла проблема паралельної поведінки («усвідомленого паралелізму») тютюнових олігополій. У 1946 році у справі «American Tobacco» суд виніс ухвалу про те, що тютюнова індустрія винна в організації змови, спираючись на факти паралелізму в ціноутворенні (існування таємної змови на підставі точного збігу поведінки її імовірних учасників):
1. 30 червня 1931 року компанія «Reynolds» повідомила про підвищення оптової ціни з 6,40 $ до 6,85 $ за 1000 цигарок. Потягом 24 годин два інших великих виробника цигарок, «American» та «Liggett & Myers», підвищили свої ціни до того ж самого рівня. Зауважимо, що це підвищення цін відбулося в період «великої депресії» на тлі безперервного зниження цін на тютюновий лист та витрат на оплату праці.
2. У листопаді 1932 року після того, як 23 % ринку перейшли під контроль невеликих фірм, які пропонували «економічні марки» цигарок, «велика трійка» майже синхронно знизила свої ціни до 5,50 $. Таке зниження цін призвело до швидкого витіснення з ринку багатьох виробників «економічних марок».
3. «Велика трійка» придбала значну кількість тютюну низької якості та таким чином сприяла підвищенню його ціни, хоча у своїх виробах його не використовувала. При цьому такий тютюн активно використовували виробники «економічних марок».
4. Члени «великої трійки» відмовилися брати участь у будь-яких аукціонах із продажу тютюнового листа, якщо на них не були представлені всі три компанії, та утримувалися від придбання тих сортів тютюну, до яких виявляли інтерес інші.
Цих фактів суду було достатньо для того, щоб зробити висновок про існування змови.
Див. також: Тютюновий скандал

### Олігополії в сучасній Україні
В Україні відбувається монополізація (олігополії) тютюнової промисловості, яка при цьому супроводжувалася різким скороченням вирощування тютюнової сировини і майже повним занепадом вітчизняних ферментаційно-тютюнових підприємств.

## Світовий ринок тютюну
Основні виробники цигарок — США, Китай та Велика Британія. Найбільша кількість тютюнозалежних споживачів живе в Китаї, Ємені, Камбоджі та Джибуті. Розподіл ринку між компаніями: CNTC (Китай) — 33,7 %, Altria (США) — 17,6 %, ВАТ (British American Tobacco) (США) — 15,1 %, Imperial Tobacco (Tobacco Group Imperial) (Велика Британія) — 3,6 % та інші компанії — 30 %. Тютюнова промисловість як правило привертає увагу значної частини іноземних інвестицій. Середня заробітна плата працівників тютюнової компанії перевищує вдвічі зарплату співробітників інших підприємств.
Тютюнова промисловість значною мірою залежить від іноземних фірм з виробництва тютюну. У 1996 р. виробництво цигарок склало 206 млрд штук, а 2006 р. — 413 млрд штук. Таким чином, обороти цієї промисловості виросли вдвічі[джерело?].